# إدوارد فون لوتز
إدوارد فون لوتز (بالألمانية: Eduard von Lutz)‏ هو سياسي ألماني، ولد في 13 يناير 1810 في نويبورغ آن در دوناو في ألمانيا، وتوفي في 8 يوليو 1893 في شتارنبرغ في ألمانيا.